# Francesco Trombetta
Francesco Trombetta (Messina, 13 gennaio 1843 – Messina, 8 luglio 1898) è stato un chirurgo italiano.
Trombetta fin da giovanissimo dimostrò una spiccata vocazione per gli studi di medicina, e conseguì la laurea di dottore nel 1867 all'Università di Napoli. Terminati gli studi, seguì corsi di perfezionamento a Parigi, Londra, Berlino e Vienna, dove ebbe modo di seguire lezioni dei più grandi esperti del settore, affermandosi anch'egli come illustre chirurgo.
Tornato a Messina nel 1870, fu nel 1874 assistente alla clinica chirurgica dell'Università di Messina e, dal 1877 divenne professore ordinario. In quel periodo fondò la scuola di medicina operatoria presso l'Università di Messina, ed è suo merito quello di aver fatto adottare i moderni sistemi antisettici, così come l'introduzione del metodo di stiramento dei nervi.
A Messina vi è una piazza a lui dedicata, alla quale si arriva, partendo da Piazza del Popolo, percorrendo Via Santa Marta.
| Controllo di autorità | VIAF (EN) 1745195 · SBN PALV041470 · LCCN (EN) n96800730 |